# アントン・モーロ

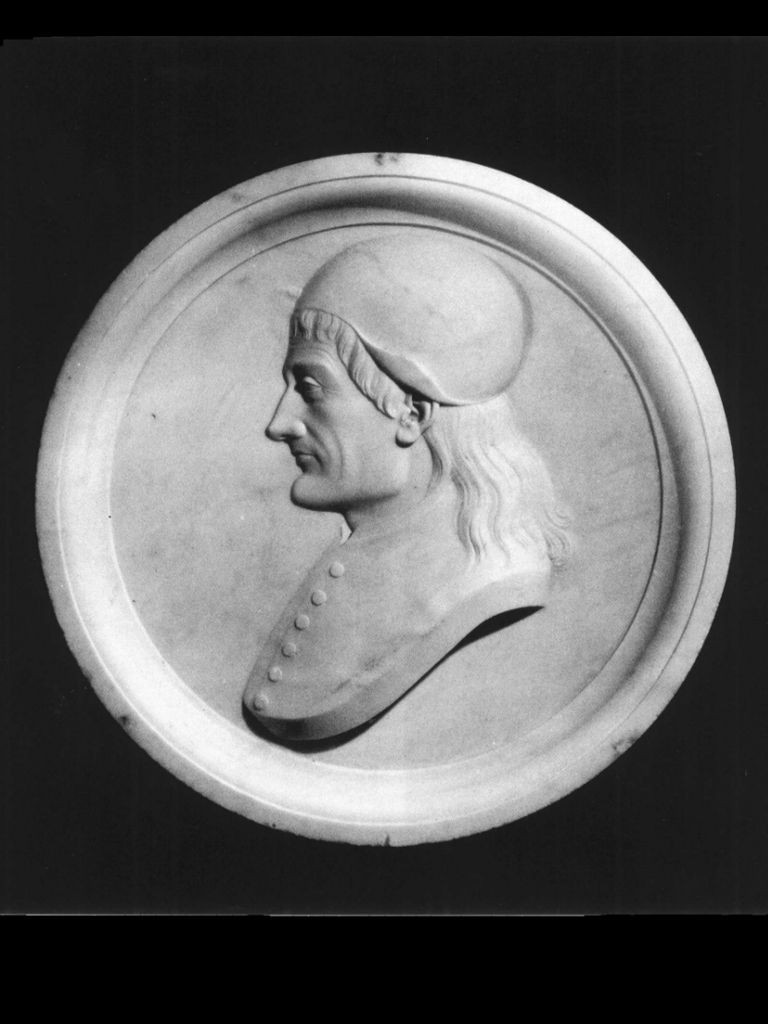
アントン・モーロ

アントン・モーロ（Anton Lazzaro Moro、1687年3月16日 - 1764年4月3日）はイタリアの聖職者、博物学者である。

## 略歴
ヴェネツィアから遠くないサン・ヴィート・アル・タリアメントの貧しい家に生まれた。ヴェネツィアのポルトグルアーロの神学校で学び、1710年に司祭に叙階された。解剖学や生理学、博物学などの研究を続け、1721年にフェルトレの神学校の校長になり哲学を教えた。その後ポルトグルアーロに私立学校を開き、サン・ヴィート・アル・タリアメントでも1758年まで教えた。その後コルボローネ(Corbolone)の司祭を務めた。
地質学の分野で、1538年に隆起したナポリのモンテ・ヌオーヴォや1707年にサントリーニ島に出現した新島の例を根拠に岩石の生成についての初期の「火成論」を唱えた代表的人物である 。火山活動による隆起で、高山の地層に海生動物の化石が見つかることも説明した。

## 著書
- " De' crostacei e degli altri Marini corpi che si truovano su' monti"（「山中で発見された甲殻類や海生動物の化石」）(1740) - 1751年に"Neue Untersuchungen der Veränderung des Erdbodens"(「土壌の変化の新研究」)としてドイツ語に翻訳出版された。